# Pułk Hetmana Polnego Koronnego
Pułk Hetmana Polnego Koronnego - oddział jazdy Armii Koronnej.

## Formowanie i zmiany organizacyjne
Uchwalony na sejmie 1717 roku komput wojska koronnego przewidywał pozostawienie pułku Hetmana Polnego Koronnego w składzie czterech chorągwi husarskich i 23 pancernych oraz 4 chorągwie lekkie. Faktycznie kwatery różnych pułków przeplatały się nawzajem i były względem siebie w znacznej odległości. Nie zorganizowano sztabu pułku. Struktura pułkowa była zatem czysto formalna, a rzeczywistymi dowódcami pułków byli porucznicy chorągwi pułkowniczych.

## Struktura organizacyjna
Struktura organizacyjna z 1699 roku:
husaria
- jedna chorągiew 150 koni
- cztery chorągwie po 100 koni
- jedna chorągiew 80 koni

pancerni
- jedna chorągiew  150 koni
- dziewięć chorągwi po 100 koni
- cztery chorągwie po 80 koni
- jedna chorągiew  70 koni

Razem w pułku: 21 chorągwi ; 2070 koni
Struktura organizacyjna z 1717 roku:
- 4 chorągwie husarskie - 245 „głów”
- 23 chorągwie pancerne - 980 „głów”
- 4 chorągwie lekkie - 200 „głów”